# Guamal (ort i Meta, lat 3,88, long -73,77)
Guamal är en ort i Colombia.   Den ligger i departementet Meta, i den centrala delen av landet, 90 km söder om huvudstaden Bogotá. Guamal ligger 522 meter över havet och antalet invånare är 5 026.
Terrängen runt Guamal är platt österut, men västerut är den kuperad. Runt Guamal är det glesbefolkat, med 15 invånare per kvadratkilometer. Närmaste större samhälle är Acacías, 11,9 km norr om Guamal. Omgivningarna runt Guamal är huvudsakligen savann.